# Кропив'янкові
Кропив'янкові (Sylviidae) — родина птахів ряду горобцеподібних.

## Морфологічні ознаки
Довжина тіла від 7 до 28 см. Забарвлення неяскраве, з переважанням бурих, сірих, зеленувато-оливкових та рудуватих тонів, зрідка пістряві, нижній бік тіла зазвичай світліший за спину; у ряду тропічних форм забарвлення яскраве. У деяких виражений статевий диморфізм: самці забарвлені більш яскраво та контрастно, ніж самки. Відсутність строкатості у гніздовому вбранні пташенят відрізняє кропив'янкових від близьких до них дроздових та мухоловкових. Тіло струнке, дещо видовжене, голова невелика. Дзьоб тонкий та гострий, іноді дещо загнутий донизу; ніздрі лише частково прикриті шкіряними «кришечками», у кутках рота в багатьох жорсткі щетинкоподібні пера. Ноги тонкі, з довгими пальцями, які несуть маленькі гострі кігті. Передня частина цівки вкрита декількома щитками. Оперення м'яке, рихле. Линяють двічі на рік: повністю після завершення розмноження та частково рано навесні. Крила заокругленої форми, першорядних махових пер 10, перше інколи сильно редуковане. Хвіст з 12, рідко з 10 стернових пер, сильно варіює у різних видів за формою та довжиною. Багато близьких видів зовні практично не відрізняються між собою.

## Поширення, місця існування, спосіб життя
Поширені в Євразії та Африці. Населяють ліси, зарості кущів та навколо водної рослинності на рівнинах і в горах, від тундри до пустель.
Кропив'янкові — потайні птахи з денним, присмерковим або (рідше) нічним способом життя. Багато видів мелодійно співають (у деяких також старі самки). У видів, які ззовні дуже подібні, пісні добре відрізняються. Ряду видів властива імітація звуків.
У позагніздовий період зустрічаються поодинці, парами або невеликими групами.

## Особливості екології
Форма гнізд та їхнє розташування сильно варіюють: від акуратних чашоподібних споруд, які розміщуються на гілках дерев і кущів або між вертикальними стеблами трави і очерету, до влаштованих на землі «наметів» з бічним входом. Забарвлення фону яєць та його рисунок дуже мінливі. У кладці 4—6 яєць; у деяких видів 2 кладки на рік. Моногами. Насиджують 11—14 днів та приблизно такий самий період вигодовують пташенят обидва партнери. Після вильоту з гнізд молодих ще декілька днів догодовують батьки.
Живляться дрібними безхребетними, рідше ягодами. Корм збирають у кронах дерев та кущів, серед трави, ловлять комах у повітрі, рідше на землі.
У помірній смузі усі види є перелітними.

## Систематика
Рід включає 32 види у двох родах:
Кропив'янка (Sylvia)
- Кропив'янка чорноголова (Sylvia atricapilla)
- Кропив'янка садова (Sylvia borin)
- Тимелія принцева (Sylvia dohrni)
- Тимелія ефіопська (Sylvia galinieri)
- Баблер чагарниковий (Sylvia nigricapillus)
- Тимелія абісинська (Sylvia abyssinica)
- Тимелія чорноголова (Sylvia atriceps)

Curruca
- Кропив'янка рябогруда (Curruca nisoria)
- Кропив'янка західна (Curruca layardi)
- Кропив'янка чорносмуга (Curruca boehmi)
- Кропив'янка рудогуза (Curruca subcoerulea)
- Кропив'янка прудка (Curruca curruca)
- Кропив'янка бура (Curruca lugens)
- Кропив'янка єменська (Curruca buryi)
- Кропив'янка аравійська (Curruca leucomelaena)
- Кропив'янка співоча (Curruca hortensis)
- Кропив'янка товстодзьоба (Curruca crassirostris)[2]
- Кропив'янка африканська (Curruca deserti)[3]
- Кропив'янка пустельна (Curruca nana)
- Кропив'янка алжирська (Curruca deserticola)
- Кропив'янка біловуса (Curruca mystacea)
- Кропив'янка Рюпеля (Curruca ruppeli)
- Кропив'янка кіпрська (Curruca melanothorax)
- Кропив'янка середземноморська (Curruca melanocephala)
- Кропив'янка берберійська (Curruca iberiae)[4]
- Кропив'янка південноєвропейська (Curruca subalpina)[5]
- Кропив'янка червоновола (Curruca cantillans)
- Кропив'янка сіра (Curruca communis)
- Кропив'янка піренейська (Curruca conspicillata)
- Кропив'янка сардинська (Curruca sarda)
- Кропив'янка прованська (Curruca undata)
- Кропив'янка балеарська (Curruca balearica)

Кропив'янка гірська (Curruca curruca althaea) та Кропив'янка мала (Curruca curruca minula) раніше вважалися окремими видами, однак пізніше були визнані конспецифічними з прудкою кропив'янкою (Curruca curruca).